# Siva guska
Siva guska (lat. Anser anser) je ptica, koja je rasprostranjena na Starom kontinentu. To je tipična vrsta porodice Anser. Ova vrsta je predak pripitomljene domaće guske u Europi i Sjevernoj Americi.
Siva guska je jedna od vrsta na koje se odnosi Sporazum o zaštiti afričko-euroazijskih migratornih ptica močvarica (AEWA).
U znanosti, siva guska je najbolje poznata kao ptica, koju je etolog Konrad Lorenz izvorno proučavao prilikom izučavanja pojma impregnacije (specifična veza koja nastaje između ženke i njenog mladunca tijekom prvih nekoliko sati (a možda i minuta) nakon porođaja. Tako ženka može razlikovati svoje mladunče među većim brojem drugih).Ona je ptica selica.

## Opis
Siva guska je najveća i najglomazna siva guska porodice Anser. Ima okruglo, pozamašno tijelo, debeli, dugi vrat i veliku glavu i kljun. Noge i stopala su ružičasta, a kljun je narančast. Dugačka je od 74–91 cm, duljina krila je 41-48 cm. Rep je dugačak 6,2 do 6,9 cm, a kljun 6,4 do 6,9 cm. Teži 2,16 do 4,56 kg, s prosječnom težinom od oko 3,3 kg. Širina krila je 147–180 cm. Mužjaci su obično veći od ženki, a spolni dimorfizam je izraženiji kod istočne podvrste rubirostris, koja je u prosjeku veća od svih ostalih podvrsta.
- Siva guska s mladuncima
- Jaja vrste Anser anser